# Therion rufomaculatum
Therion rufomaculatum är en stekelart som först beskrevs av Tohru Uchida 1928.  Therion rufomaculatum ingår i släktet Therion och familjen brokparasitsteklar. Inga underarter finns listade i Catalogue of Life.